# Reta Shaw
Pour les articles homonymes, voir Shaw.
Reta Shaw est une actrice américaine née le 13 septembre 1912 à South Paris, Maine (États-Unis) et morte le 8 janvier 1982 à Encino (Californie).

## Filmographie
- 1952 : Mister Peepers (série télévisée) : Aunt Lil (unknown episodes, 1954)
- 1955 : Picnic : Irma Kronkite
- 1957 : Man Afraid : Nurse Willis
- 1957 : Pique-nique en pyjama (The Pajama Game) : Mabel
- 1957 : Annie Get Your Gun (TV) : Dolly Tate
- 1957 : All Mine to Give : Mrs. Runyon
- 1958 : Madame et son pilote (The Lady Takes a Flyer) : Nurse Kennedy
- 1958 : The Ann Sothern Show (série télévisée) : Florence McCauley (unknown episodes, 1958-1959)
- 1959 : Meet Me in St. Louis (TV) : Katie
- 1960 : Pollyanna : Mrs. Tillie Lagerlof
- 1960 : The Tab Hunter Show (série télévisée) : Thelma (unknown episodes)
- 1961 : Sanctuaire (Sanctuary) : Miss Reba
- 1961 : Ichabod and Me (série télévisée) : Aunt Lavinia (unknown episodes)
- 1961 : L'Américaine et l'Amour (Bachelor in Paradise) : Mrs. Brown
- 1962 : Y'a de la joie (en) ("Oh, Those Bells") (série télévisée) : Mrs. Stanfield
- 1964 : Papa play-boy (A Global Affair) : Nurse Argyle
- 1964 : Mary Poppins : Mrs. Brill
- 1964 : The Cara Williams Show (série télévisée) : Mrs. Martha Burkhardt #2 (unknown episodes)
- 1964 : Ma sorcière bien-aimée (série télévisée) : Tante Agatha
- 1965 : That Funny Feeling : Woman at Phone Booth
- 1965 : Marriage on the Rocks : Saleslady at Saks
- 1965 : Le Cher Disparu (The Loved One) : La patronne du Zomba Cafe
- 1966 : The Ghost and Mr. Chicken (en) d'Alan Rafkin : Mrs. Halcyon Maxwell
- 1966 : Made in Paris : American Bar Singer
- 1966 : Meet Me in St. Louis (TV) : Katie
- 1968 : Mad Mad Scientist (TV) : Phoebe
- 1971 : Murder Once Removed (TV) : Nurse Regis
- 1972 : Call Holme (TV) : Woman
- 1973 : The Toy Game : Adelle
- 1973 : Guess Who's Been Sleeping in My Bed? (TV) : Mrs. Guzmando
- 1974 : The Girl Who Came Gift-Wrapped (TV) : Miss Markin
- 1975 : La Montagne ensorcelée (Escape to Witch Mountain) : Mrs. Grindley